# Juncus modicus
Juncus modicus är en tågväxtart som beskrevs av Nicholas Edward Brown. Juncus modicus ingår i släktet tåg, och familjen tågväxter. Inga underarter finns listade i Catalogue of Life.